# Epizeuxis punctalis
Epizeuxis punctalis là một loài bướm đêm trong họ Noctuidae.